# جورج جونسون (لاعب كرة قدم)
جورج جونسون (بالإنجليزية: George Johnson)‏ (1 نوفمبر 1871 بويست بروميتش في المملكة المتحدة - 1 يناير 1934) هو لاعب كرة قدم بريطاني (وحمل سابقاً جنسية المملكة المتحدة لبريطانيا العظمى وأيرلندا) في مركز الهجوم. لعب مع أستون فيلا وكريستال بالاس ونادي بليموث أرجايل ونادي والسول ووست بروميتش ألبيون.